# Gillian Apps
Pour les articles homonymes, voir Apps.
Gillian Mary Apps (née le 2 novembre 1983 à Toronto ville de la province de l'Ontario au Canada) est une joueuse canadienne de hockey sur glace qui évoluait dans la ligue élite féminine en tant qu'attaquante.
Elle a remporté trois médailles d'or olympiques, aux Jeux olympiques de Turin en 2006, Jeux olympiques de Vancouver en 2010 et aux Jeux olympiques de Sotchi en 2014. Elle a également représenté le Canada dans 8 championnats du monde, remportant 5 médailles d'argent et 3 médailles d'or.
Elle remporte également la Coupe Clarkson avec le Thunder de Brampton en 2008.

## Carrière en club

### LNHF (1999-2007)
Diplômée en 2001 de l'université Havergal College à Toronto, elle joue pendant les deux années suivantes pour les Aeros de Beatrice. Elle inscrit 42 points lors de la saison 2000-2001 et la saison suivante elle remporte le championnat de l'Ontario.

### NCAA
Elle s'inscrit en 2002 à l'université de Dartmouth College de Hanover au New Hampshire. Elle a fait partie pendant quatre années de l'équipe de l'université, les Dartmouth Big Green jouant dans l'Eastern College Athletic Conference. Elle termine ses études en 2007, diplômée de psychologie.
Pour sa dernière année avec l'équipe de Big Green, elle est élue capitaine, finit avec le plus grand total de buts de la saison et est nommée joueuse de l'année de la division ECAC.

### LCHF
Par la suite, elle joue pour le Thunder de Brampton avec qui elle remporte dès sa première saison la Coupe Clarkson. Elle prend sa retraite en 2015, après avoir passé une saison en réserve aussi bien pour l'équipe nationale que pour le Thunder . 

## Carrière au niveau international
Elle représente également le Canada lors de plusieurs compétitions internationales.

## Vie personnelle
Elle est issue d'une famille sportive . :
- Son grand-père, Syl Apps, était un joueur de hockey professionnel, membre du Temple de la renommée du hockey,
- Son père, Syl Apps, Jr. était également joueur de hockey ayant joué la plus grande partie de sa carrière avec les Penguins de Pittsburgh,
- Son cousin, Darren Barber, a remporté la médaille d'or à l'épreuve de l'aviron aux Jeux olympiques d'été de 1992,
- Son frère, Syl Apps III, a joué dans la Ligue américaine de hockey et dans l'ECHL.

Le 22 novembre 2018, elle épouse Meghan Duggan, capitaine de l'Équipe des États-Unis de hockey sur glace féminin et rivale toute sa carrière .

## Statistiques
Pour les significations des abréviations, voir Statistiques du hockey sur glace.

### En club
| Saison      | Équipe                 | Ligue       |     | Saison régulière | Saison régulière | Saison régulière | Saison régulière | Saison régulière |   | Séries éliminatoires | Séries éliminatoires | Séries éliminatoires | Séries éliminatoires | Séries éliminatoires |
| Saison      | Équipe                 | Ligue       | PJ  | B                | A                | Pts              | Pun              | PJ               | B | A                    | Pts                  | Pun                  |                      |                      |
| 2000-2001   | Aeros de Beatrice      | LNHF        | 36  | 22               | 29               | 51               | 62               | 6                | 2 | 2                    | 4                    | 12                   |                      |                      |
| 2001-2002   | Aeros de Beatrice      | LNHF        | 22  | 22               | 19               | 41               | 52               | 3                | 2 | 2                    | 4                    | 0                    |                      |                      |
| 2002-2003   | Big Green de Dartmouth | NCAA        | 30  | 22               | 13               | 35               | 59               | -                | - | -                    | -                    | -                    |                      |                      |
| 2003-2004   | Big Green de Dartmouth | NCAA        | 23  | 22               | 13               | 35               | 69               | -                | - | -                    | -                    | -                    |                      |                      |
| 2004-2005   | Big Green de Dartmouth | NCAA        | 29  | 16               | 26               | 42               | 65               | -                | - | -                    | -                    | -                    |                      |                      |
| 2006-2007   | Big Green de Dartmouth | NCAA        | 31  | 30               | 16               | 46               | 88               | -                | - | -                    | -                    | -                    |                      |                      |
| 2007-2008   | Thunder de Brampton    | LCHF        | 25  | 10               | 13               | 23               | 87               | 5                | 2 | 1                    | 3                    | 6                    |                      |                      |
| 2008-2009   | Thunder de Brampton    | LCHF        | 27  | 15               | 10               | 25               | 68               | -                | - | -                    | -                    | -                    |                      |                      |
| 2010-2011   | Thunder de Brampton    | LCHF        | 26  | 13               | 13               | 26               | 92               | 3                | 6 | 1                    | 7                    | 14                   |                      |                      |
| 2011-2012   | Thunder de Brampton    | LCHF        | 27  | 19               | 20               | 39               | 70               | 3                | 0 | 0                    | 0                    | 4                    |                      |                      |
| 2012-2013   | Thunder de Brampton    | LCHF        | 23  | 14               | 10               | 24               | 52               | 3                | 1 | 0                    | 1                    | 4                    |                      |                      |
| 2013-2014   | Équipe Canada          | AMHL        | 33  | 3                | 7                | 10               | 16               | -                | - | -                    | -                    | -                    |                      |                      |
| Totaux NCAA | Totaux NCAA            | Totaux NCAA | 113 | 90               | 68               | 158              | 281              | -                | - | -                    | -                    | -                    |                      |                      |

### En équipe nationale
| Année | Compétition          |   | PJ | B | A  | Pts | Pun | +/-               |  | Résultat |
| 2005  | Championnat du monde | 5 | 4  | 2 | 6  | 8   | +7  | Médaille d'argent |  |          |
| 2006  | Jeux olympiques      | 5 | 7  | 7 | 14 | 14  | +13 | Médaille d'or     |  |          |
| 2007  | Championnat du monde | 5 | 1  | 3 | 4  | 6   | +7  | Médaille d'or     |  |          |
| 2008  | Championnat du monde | 5 | 1  | 0 | 1  | 8   | +4  | Médaille d'argent |  |          |
| 2009  | Championnat du monde | 5 | 2  | 1 | 3  | 4   | +8  | Médaille d'argent |  |          |
| 2010  | Jeux olympiques      | 5 | 4  | 3 | 7  | 2   | +10 | Médaille d'or     |  |          |
| 2011  | Championnat du monde | 5 | 2  | 1 | 3  | 0   | +4  | Médaille d'argent |  |          |
| 2012  | Championnat du monde | 5 | 2  | 2 | 4  | 10  | +4  | Médaille d'or     |  |          |
| 2013  | Championnat du monde | 5 | 0  | 2 | 2  | 2   | +3  | Médaille d'argent |  |          |
| 2014  | Jeux olympiques      | 5 | 0  | 0 | 0  | 2   | 0   | Médaille d'or     |  |          |